# Alessandro Pieroni
Alessandro Pieroni (* 1550, wahrscheinlich in Florenz; † 1607) war ein italienischer Architekt und Maler. Er arbeitete am Hofe der Medici in Florenz. Sein Sohn war der Architekt Giovanni Pieroni (1586–1654).

## Werke
- Entwurf der Cappella di S. Paolo o degli Inghirami im Dom von Volterra
- Projekt für die Fassade des Doms von Florenz (mit Don Giovanni de’ Medici, nicht ausgeführt)
- Entwurf der Cappella dei Principi in der Kirche San Lorenzo in Florenz (mit Don Giovanni de’ Medici)
- Uffizien in Florenz: Mitarbeit bei den grotesken Dekorationsmalereien in der Galerie (1579–1581)
- Kirchen in Livorno: Dom (Cattedrale di San Francesco, 1594–1606), Chiesa della Madonna (1590–1609), Chiesa dei Greci Uniti (1600)
- Decke der Kirche Santo Stefano in Pisa
- Umbau der pisanischen Festung der in Giglio Castello (Giglio) (1595–1623)

| Personendaten    | Personendaten                     |
| ---------------- | --------------------------------- |
| NAME             | Pieroni, Alessandro               |
| KURZBESCHREIBUNG | italienischer Architekt und Maler |
| GEBURTSDATUM     | 1550                              |
| GEBURTSORT       | unsicher: Florenz, Italien        |
| STERBEDATUM      | 1607                              |